# ميركو كرو كوب
ميركو كرو كوب (بالكرواتية: Mirko Filipović)‏ (و. 1974  م) هو سياسي، وفنان قتال مختلط، وملاكم كيك بوكسينغ، وملاكم، ولاعب كاراتيه، ولاعب تايكوندو، من كرواتيا، ولد في فينكوفسي.

## روابط خارجية
- ميركو كرو كوب على موقع IMDb (الإنجليزية)
- ميركو كرو كوب على موقع يو إف سي (الإنجليزية)
- ميركو كرو كوب على موقع بيلاتور (الإنجليزية)
- ميركو كرو كوب على موقع شيردوغ (الإنجليزية)
- ميركو كرو كوب على موقع قاعدة بيانات المصارعة على الإنترنت (الإنجليزية)